# برج‌های بوکام فایننشل
برج‌های بوکام فایننشل (انگلیسی: Bocom Financial Towers) ساختمان اداری ۵۲ طبقه مستقر در شهر شانگهای، چین است، که در سال ۲۰۰۲ احداث گردید.